# Liste der Geotope im Landkreis Sömmerda
Im Landkreis Sömmerda gab es im Juni 2024 insgesamt 74 erfasste Geotope.

## Geotope

### Gesteine
| ID       | Bild | Bezeichnung                                                                      | Art | Stratigraphie                           | Beschreibung | Gemeinde        | Lage |
| -------- | ---- | -------------------------------------------------------------------------------- | --- | --------------------------------------- | --- | --------------- | ---- |
| SÖM_1724 |      | Aufschluss im Unteren Gipskeuper bei Kleinbrembach                               | Gipsbänke, welche von graugrünen Mergeln unterbrochen sind.                                                                                             | Grabfeld-Formation (Unterer Gipskeuper) | Oberhang des Weinberges. Liegt im NSG „Brembacher Weinberg“. Ca. 1,1 km ENE von Kleinbrembach. Brembacher Weinberg bildet im Landschaftsrelief markante Schichtstufe. Am Oberhang des Weinberges: mehrere m mächtige, von graugrünen Mergeln unterbrochene Gipsbänke und -lagen. Diese streichen auf dem Plateau der Hügelschwelle weitflächig aus. Gipssteine schützen die darunterliegenden weichen und kalkigen Tonsteine vor der Abtragung. Postsedimentäre Ausfällung von Calciumcarbonat aus hydrogensulfatischen Wässern auf Klüften. Gekennzeichnet durch Fasergipse sowie schichtkonforme Gipseinlagerungen. Tektonische Klüfte entlang des Oberhanges, die fast senkrecht zur Schichtung auftreten werden als Spaltflächen zum Abbau größerer Gipsplatten genutzt. | Buttstädt       | Lage |
| SÖM_1709 |      | Unterer Gipskeuper bei Gangloffsömmern                                           | Grundgips | Grabfeld-Formation (Unterer Gipskeuper) | Schilfa, vernarbtes Restlochgelände am südlichen Unterhang des Dreisen-Berges (200,1 m). Ca. 1,5 km nordwestlich Schilfas. Im Hangprofil deutliche Spuren der ehemaligen Gipsabbaustellen zu sehen. Dichter Bewuchs verdeckt die Schichtenfolge. Im zentralen Thüringer Keuperbecken ungefähr 12 m mächtiger Grundgips anstehend, gilt als Basisglied der Unteren Gipsmergel bzw. der Unteren Myophorienschichten des Unteren Gipskeupers. | Gangloffsömmern | Lage |
| SÖM_1739 |      | Aufschluss, Unteren Gipskeuper zwischen Günstedt und Frömmstedt "Am Talbornsweg" | Graue bis rotviolette Tonsteine. Dezimeter mächtige Gipsbänke.                                                                                          | Grabfeld-Formation (Unterer Gipskeuper) | Ca. 2,5 km nordwestlich von Günstedt. Am Talbornsweg. An einer Hügelkette. Badlandartige Strukturen in den beweideten Trockenrasen. Graue bis rotviolette Tonsteine an der Geländeoberfläche. Am Hang treten dm mächtige Gipsbänke aus. Sulfatisches Zwischenmittel bremst die allgemeine Erosion/Denudation der Gipsmergelschichten infolge von Niederschlägen und Spaltenfrost. An Ackerrändern deutliche Erosionsanfälligkeit zu erkennen. | Günstedt        | Lage |
| SÖM_1740 |      | Aufschluss, Unteren Gipskeuper zwischen Günstedt und Frömmstedt "Teufelsküche"   | Graue, violette Tonsteine. Gipsbänke. | Grabfeld-Formation (Unterer Gipskeuper) | Ca. 3,8 km nordwestlich von Günstedt. In der Teufelsküche. An einer Hügelkette. Badlandartige Strukturen in den beweideten Trockenrasen. Graue bis rotviolette Tonsteine an der Geländeoberfläche. Am Hang treten dm mächtige Gipsbänke aus. Sulfatisches Zwischenmittel bremst die allgemeine Erosion/Denudation der Gipsmergelschichten infolge von Niederschlägen und Spaltenfrost. An Ackerrändern deutliche Erosionsanfälligkeit zu erkennen. | Günstedt        | Lage |
| SÖM_1744 |      | Aufschluss im Unteren Gipskeuper bei Kannawurf                                   | Gipsbänke in dunkelgrauen bis rötlichvioletten Tonsteinen eingeschaltet.                                                                                | Grabfeld-Formation (Unterer Gipskeuper) | Ca. 1,7 km nordwestlich von Kannawurf. Auf dem Hornsenberg nördlich der Bundesstraße B 86 tritt die Schichtenfolge des Unteren Gipskeupers zu Tage. Die den dunkelgrauen bis rötlichviolettenTonsteinen der nach SEIDEL (1978) 147–195 m mächtigen Abfolge („Gipsmergel“) eingeschalteten Gipsbänke wurden früher zur Bausteingewinnung genutzt. | Kindelbrück     | Lage |
| SÖM_1766 |      | Aufschluss im Weichsel-Löß bei Bachra                                            | Ungeschichteter und hellgelber Lösskörper. | Weichsel-Kaltzeit                       | Ca. 0,7 km nordöstlich von Bachra. Am südwestlichen Hangfuß des Karenberges. 4–6 m mächtiger Lösskörper. Ungeschichtetes, hellgelbes Lockergestein. Hangaufwärts, über dem Löss lagert ein geringmächtiger Hangschutt-Schleier aus steinigem Lehm (Muschelkalkmaterial). | Rastenberg      | Lage |
| SÖM_1719 |      | Aufschlüsse im Unteren Gipskeuper bei Tunzenhausen, Hohlweg SW der "Michelshöhe" | Sulfatgesteine innerhalb grauer bis rötlichen Mergelschichten                                                                                           | Grabfeld-Formation (Unterer Gipskeuper) | 1 km nördlich von Tunzenhausen. An der östlichen Flanke des Hohlweges zur Michelshöhe. Erstreckt sich innerhalb einer flachwelligen Hügelkette (Kahler Berg, Galgen-, Wartenberg). Dieser wird von wenigen Quertälchen gegliedert. Durch Unstrutverlauf im Pleistozän geomorphisch „herauspräpariert“. Sulfathorizonte zeigen sich an der östlichen Flanke des „Hohlweges“ entlang des südwestlichen Unterhanges des Unter-Berges. | Sömmerda        | Lage |
| SÖM_1710 |      | Aufschlüsse im Unteren Gipskeuper bei Tunzenhausen, Oberhang der "Weißenburg"    | Sulfatgesteine innerhalb grauer bis rötlichen Mergelschichten                                                                                           | Grabfeld-Formation (Unterer Gipskeuper) | 1,2 km nordwestlich von Tunzenhausen. Oberhang des Keuperhügels Weißenburg. Oberhang erstreckt sich innerhalb einer flachwelligen Hügelkette (Kahler Berg, Galgen-, Wartenberg). Dieser wird von wenigen Quertälchen gegliedert. Durch Unstrutverlauf im Pleistozän geomorphisch „herauspräpariert“. Unterer Gipskeuper tritt zutage. Dünnplattige Gipssteine streichen aus. | Sömmerda        | Lage |
| SÖM_1725 |      | Aufschluss im Unteren Gipskeuper bei Vogelsberg                                  | Gipsgesteine mit graugrünen Mergeln | Grabfeld-Formation (Unterer Gipskeuper) | Ca. 0,3 km nördlich von Vogelsberg. Am Südhang des Klaus-Berges. An der L 2138 gelegen. Südhang des Klaus-Berges ist geomorphologisch das Ergebnis der Scherkonde-Tiefenerosion während des Pleistozäns. Gipssteine mit graugrünen Mergeln treten im Steilhang entlang der Straße auf (Länge > 100 m). | Vogelsberg      | Lage |
| SÖM_1753 |      | Aufschluss im Unteren Gipskeuper bei Scherndorf                                  | graue Ton- und Mergelsteine | Grabfeld-Formation (Unterer Gipskeuper) | 0,5 km westlich von Scherndorf. Natürlicher Steilhang innerhalb des Unteren Gipskeupers durch Tiefenerosion der Unstrut. Verwitterungsanfällige graue Ton- und Mergelsteine. Weißliche Beläge auf den mürben, bindigen Gesteinen kennzeichnen sekundäre Kalkausscheidungen beim Verwitterungsprozess. Über Keupergesteinen lagert diskordant Weichsellöss mit einer Mächtigkeit von 0,5–1 m. Dieser bildet das Substrat für Schwarzerde-Böden. | Weißensee       | Lage |
| SÖM_1737 |      | Aufschlüsse im Unteren Gipskeuper bei Herrnschwende / Nausiß                     | Gipsmergel-Schichten. Dunkelgraue bis rotviolette Tonsteine. Bleiglanzbank (graue bruchschillführende Steinmergelbank mit Mineralen Galenit und Baryt). | Grabfeld-Formation (Unterer Gipskeuper) | Ca. 0,7 km NNE von Herrnschwende. Hügelkette am Südwestrand des Plündershügels. Schichtenfolge des Unteren Gipskeupers. Südgeneigte Hänge mit ausstreichenden Gipsmergel-Schichten. Dunkelgraue bis rotviolette Tonsteine mit Gipsbänken. Schichten vom Leithorizont „Bleiglanzbank“ (graue bruchschillführende Steinmergelbank mit Mineralen Galenit und Baryt) getrennt. Herausgepflügte bzw. abgerutschte Gipsblöcke liegen frei im Gelände herum. | Weißensee       | Lage |

### Fossilien
| ID       | Bild           | Bezeichnung                                                                 | Art | Stratigraphie     | Beschreibung | Gemeinde    | Lage |
| -------- | -------------- | --------------------------------------------------------------------------- | --- | ----------------- | --- | ----------- | ---- |
| SÖM_1686 | weitere Bilder | Die Hominidenfundstelle im Travertin auf der "Steinrinne" bei Bilzingsleben | Grauweißer, gelblichbrauner, fester bis poröser Travertin (Süßwasserkalkstein). Inkrustierte Pflanzenreste und zwischenlagen aus erodiertem (Travertin-)Kalksand. Flussschotter, Fließerde, autochthoner Löss. | Holstein-Warmzeit | Die Hominidenfundstelle „Steinrinne“ liegt in den Travertinbrüchen auf einer Anhöhe am rechten Talhang der Wipper ca. 1 km südlich von Bilzingsleben. Hier sind 6 Travertinabfolgen nachgewiesen. Der paläolithische Hauptfundhorizont liegt ca. 27 m über der Talaue. Der Travertin lagert diskordant auf graugrünen und braunen Ton- bzw. Siltsteinen sowie Dolomitsteinen des Unteren Keupers (Lettenkeupers). Bilzingsleben ist eine der wichtigsten altpaläolithischen Fundstellen Europas. Neben zahlreichen Kulturresten sind auch Überreste des Homo erectus und damit Zeugen der frühesten Besiedlung Europas gefunden worden. Ein neu geschaffenes Besucherzentrum, welches den wichtigsten Teil der Grabungsfläche überspannt, lädt ganzjährig zum Besuch Ausgrabungsstätte Steinrinne ein. Archäologen entdeckten im Travertingestein etwa 1 km südlich von Bilzingsleben den Rastplatz altsteinzeitlicher Urmenschen, des Homo erectus. Gedrungene, kräftige, aufrecht gehende Menschen, die hier vor ca. 400 000 Jahren l | Kindelbrück | Lage |
| SÖM_1755 |                | Aufschluss im Unteren Keuper bei Waltersdorf                                | Grenzdolomit aus gelbgrünen Tonsteinen mit 3–4 gelbbraunen bis gelben Dolomitbänken. | Unterer Keuper    | 1 km SSE von Waltersdorf, an der Kreisstraße Scherndorf-Waltersdorf. Niedriger Steilhang mit Gesteinen der Lettenkeuper-Folge im Liegenden der saalekaltzeitlichen Mittelterrasse. Am Oberhang tritt 1–3 m mächtiger Grenzdolomit zu Tage. Dieser Leithorizont grenzt die Schichten des Unteren- und Mittleren Keupers ab. In den dolomitischen Bänken ist das Leitfossil Myophoria goldfussi enthalten. Im Hangenden des Grenzdolomites erstrecken sich erosionsdiskordante stark verwitterte Kiessande aus dem Saaleglazial. | Weißensee   | Lage |

### Lagerungsverhältnisse/Tektonik
| ID       | Bild           | Bezeichnung                                                                      | Art | Stratigraphie           | Beschreibung | Gemeinde    | Lage |
| -------- | -------------- | -------------------------------------------------------------------------------- | --- | ----------------------- | --- | ----------- | ---- |
| SÖM_1759 | weitere Bilder | Aufschluss in der Wellenkalk-Folge bei Beichlingen                               | Terebratelbank: Sparite, Wellenkalk-Zwischenmittel: Mikrite | Unterer Muschelkalk     | Ca. 2,3 km nordöstlich von Beichlingen, unmittelbar an der „Monraburg“ sind in einem ehemaligen Steinbruch die Schichten des Wellenkalks (Unterer Muschelkalk) aufgeschlossen. Hier wurden die bankigen Kalksteine der Terebratelzone, die hier in nahezu horizontaler Lagerung ungefähr 5 m mächtig ist, gebrochen. Sie fanden als Werksteine Verwendung. An der Steinbruchsohle steht bereits Mittlerer Wellenkalk an. Unmittelbar an einem Wanderweg gelegen, ist der sehenswerte Geotop leicht erreichbar. | Kölleda     | Lage |
| SÖM_1758 |                | Aufschluss in der Wellenkalk-Folge bei Burgwenden                                | Buntsandstein, Muschelkalk, Anhydrit | Unterer Muschelkalk     | Ca. 0,2 km nördlich von Burgwenden. An der NW-Flanke des Finnberges. An der nordwestlichen Böschung ist ein vollständiges Profil von der Myophorien-Folge (=Röt, Oberer Buntsandstein) über die Wellenkalk-Folge (=Unterer Muschelkalk) bis in die Anhydrit-Folge (=Mittlerer Muschelkalk) zu sehen. 40 m mächtiger Untere Wellemkalk bildet NO orientierten Mittel-bis Oberhang des Finnberges. Oolithbänke kennzeichnen den Finnberg-Kamm. Mittlerer und Oberer Wellenkalk bilden den SW orientierten Oberhang. Terebratelbank tritt an der Böschung hervor. Tektonisch stark beansprucht, Schichten liegen in steil gestellter bis überkippter Lage vor. | Kölleda     | Lage |
| SÖM_1111 |                | Steinbruch Burgwenden                                                            | Wechsellagerung von dm-mächtigen Kalksteinbänken (Arenite, Ludite, Rudite), grau, gelb verwitternd, mit Mergelkalken, dünnblättrig bis bankig, knaurig, flasrig, grau | Trias                   | Der Kalksteinbruch Burgwenden ist zur Schotter- und Splittgewinnung im Bereich der NW-SE verlaufenden Finne-Störung am Finnberg nördlich der Ortslage Burgwenden aufgefahren. An der Abbauwand am östlichen Ende des gegenwärtig bis zur 7. Sohle (ca. 230 m NN) reichenden Tagebaues ist die Finne-Störung in eindrucksvoller Weise aufgeschlossen und präsentiert eine Vielzahl tektonischer Elemente, die durch die Aufrichtung, Verfaltung und Überkippung der Bankzonen des Unteren Muschelkalks im Wechsel mit dünnschichten Mergelkalken besonders deutlich zur Geltung kommen. Der Aufschluss bietet einen einzigartigen Einblick in den Bau einer überregional bedeutsamen Störungszone. | Kölleda     | Lage |
| SÖM_1763 |                | Aufschluss in der Wellenkalk-Folge am Weg zum Forsthaus Rettgenstedt             | Feinschichtige bis dünnbankige Mergelkalke. | Mittlerer Wellenkalk    | Ca. 2 km NNE von Ostramondra, an der östlichen Teilflanke des Litterbaches und am NW-Unterhang des Katzenberges. Steilstehende (senkrecht) Abfolge feinschichtiger bis dünnbankiger Mergelkalke. Kein Leithorizont zu erkennen, daher keine genaue stratigraphische Einstufung. Klüfte, die durch Abscherung entstanden. | Ostramondra | Lage |
| SÖM_1761 |                | Aufschluss in der Wellenkalk-Folge auf dem Katzenberg bei Ostramondra            | Mikrite | Unterer Muschelkalk     | Ca. 2,4 km NO von Ostramondra. An der Südostflanke des Katzenberges. Auf dem Höhenzug „(Kahle)Schmücke-Finne“. Oberhalb der unteren Sohle sind saigere Lagerungen der mergeligen und Mergelkalksteine zu sehen. An der Entböschung ist eine 60–80° aufgerichtete Gesteinsabfolge aufgeschlossen. Auf- bzw. Abschiebungsklüfte schräg zur Lagerklüftung. | Ostramondra | Lage |
| SÖM_1765 |                | Aufschluss in der Wellenkalk-Folge auf dem östlichen Finnberg (Häsler-Berg)      | Mergelkalkstein | Unterer Muschelkalk     | Unmittelbar auf dem schmalen Kamm des Häslerberges (Finnberges) wurden kristalline Kalksteinbänke der Oolithzone des Unteren Muschelkalks in einem kleinen Steinbruch gewonnen. Heute zeigt das Restloch die komplizierte, auf engstem Raum wechselnde Lagerungsstruktur im Bereich der Finne-Störung. So weisen die an der kleinen Endböschung im nördlichen Bereich aufgeschlossenen Kalkmergelsteine eine fast senkrechte Lagerung auf, nur wenige Meter südlich lagern diese Schichten bereits leicht überkippt. Zusammen mit den in geringer Entfernung befindlichen Geotopen am Kratzenberg (am Weg zum Forsthaus Rettgenstedt) und Kreuzberg (nordwestlich der Rosenmühle) ergibt sich ein guter Einblick in die geologischen und speziell tektonischen Verhältnisse der Finne-Störungszone.             | Ostramondra | Lage |
| SÖM_292  |                | Aufschluss der Finne-Störung im Buntsandstein bei Rastenberg (Röhrenfahrt)       | | Trias                   | Im kastenförmigen Taldurchbruch der Lossa nördlich Rastenbergs wurde die steilgestellte Schichtenfolge des Mittleren Buntsandsteins erosiv freigelegt. Der Hanganschnitt erstreckt sich unmittelbar oberhalb eines vielbegangen Wanderweges von der Stadt zum „Finneck“ bzw. nach Rothenberga. Der Aufschluss befindet sich in der stark tektonisch gestörten Schichtenfolge des Mittleren Buntsandsteins (Volpriehausen-Folge (sm1)). Die Sandsteinbänke sind aufgerichtet bis überkippt und von Klüften durchzogen. Die flach nordeinfallenden Überschiebungen nach Südwesten und kleinere südfallende Überschiebungen nach Nordosten stellte bereits DOLEZALEK (1955) fest. FRANZKE et al. (1990) analysierte anhand dieses Aufschlusses den kinematischen Ablauf in der Entwicklung der Finne-Störungszone. | Rastenberg  | Lage |
| SÖM_1731 |                | Aufschluss im Mittleren Buntsandstein / Finne-Störung bei Rastenberg             | rötlichbrauner Sandstein | Mittlerer Buntsandstein | Am nördlichen Ortsausgang in Richtung „Finneck“. Wanderweg westlich der Lossa am Unterhang des Forstortes „Streitholz“. Rötlichbrauner Sandstein der Volpriehausen-Abfolge. Sandsteinbänke sind aufgerichtet bis überkippt und von Klüften durchzogen. Die flach nordeinfallenden Überschiebungen nach SW und kleiner südeinfallende Überschiebungen nach NE stellte DOLEZALEK 1955 bereits fest. | Rastenberg  | Lage |
| SÖM_1729 |                | Aufschluss im Mittleren Buntsandstein bei Rastenberg                             | mittelkörnige Sandsteine, kieseliges Bindemittel mit tonigen Zwischenmitteln                                                                                          | Mittlerer Buntsandstein | Ca. 0,8 bis 1,2 km nördlich von Rastenberg. Das Bachbett der Lossa sowie der Lossa-Prallhang liegen gegenüber dem Freibad. Im Bachbett des Fließgewässers Lossa treten die Schichten des Mittleren Buntsandsteins zu Tage. Kleine Steilstufen im Bachbett bilden sich durch verwitterungsbeständige Sandsteine (mit kieseligem Bindemittel). Engständige tektonische Klüfte verlaufen parallel zur Finnestörung. Der Vorfluter schuf einen Prallhang. An diesem sind dünnplattige Sandsteine in Wechsellagerung mit tonigen Zwischenmitteln aufgeschlossen. Jedoch überwiegend mit Hangschutt bedeckt. | Rastenberg  | Lage |
| SÖM_1732 |                | Aufschluss im Muschelkalk / Finne-Störung / ehem. Werksteinbruch am Ratsweinberg | Trochitenkalkstein, Dolomit | Muschelkalk             | Ca. 0,5 km östlich von Rastenberg. Am Oberhang des Ratsweinberges. Zu sehen sind renaturierte Abraumhalden. Trochitenkalkstein liegt über den Gervilleien- und Discitesschichten auf. Über dem Trochitenkalk liegen dolomitische Gesteine der Anhydrit-Folge. Überkippte Lagerung der Schichten. | Rastenberg  | Lage |
| SÖM_1733 |                | Aufschluss im Muschelkalk / Finne-Störung / am Fuchsturm                         | Wellenkalk-Folge, Mittlerer Buntsandstein | Unterer Muschelkalk     | Ca. 0,4 km nordöstlich von Rastenberg, am sogenannten „Schachtweg“ am „Fuchsturm“. Zu sehen ist die überkippte Lagerung des Unteren Muschelkalkes (Wellenkalk-Folge). Östlich des Aussichtspunktes „Fuchsturm“ ist der Mittlere Muschelkalk auf Wellenkalk überschoben. Tonige Schichten des Röt fungieren dabei als „Schmiermittel“ bei dieser tektonischen Beanspruchung (Schichtenfolge des Röt nicht aufgeschlossen). | Rastenberg  | Lage |
| SÖM_1735 |                | Aufschluss im Muschelkalk / Finne-Störung / ehem. Werksteinbruch im Pfafftal     | Trochitenkalk, Mittlerer Muschelkalk | Muschelkalk             | Ca. 1 km östlich von Rastenberg. Am westlichen Unterhang des Schlitten-Berges. Tektonisch überkippt lagernder Trochitenkalk. An der Nordflanke des Aufschlusses steht überkippter Mittlerer Muschelkalk an. | Rastenberg  | Lage |
| SÖM_1728 |                | Aufschluss im Muschelkalk an der B 176 bei Schafau                               | Wellenkalk, Oolithzone, Terelbratelzone | Muschelkalk             | Beim Bau der Umgehungsstraße wurden ca. 0,2 km nördlich von Schafau Schichten des Unteren Wellenkalkes mit Oolithzone, des Mittleren Wellenkalkes und der Obere Wellenkalk aufgeschlossen. Im Einflussbereich der Finne-Störung ist die Terebratelzone mit den beiden charakteristischen Leitbänken, der unteren und oberen Terebratelbank, in ihrer Lagerung überkippt. Der sehr gut erreichbare Aufschluss an der B 1 76 ist von überregionaler Bedeutung und häufiges Ziel geowissenschaftlicher Exkursionen. | Rastenberg  | Lage |
| SÖM_1727 |                | Aufschluss in der Hauptmuschelkalk-Folge bei Schafau                             | Trochitenkalk | Oberer Muschelkalk      | Aufgelassener Werksteinbruch am NO Rand von Schafau. Der Steinbruch wurde 1950 stillgelegt. Die Gewinnugsböschung zeigt anstehenden Trochitenkalkstein in stark überkippter Lagerung (ca. 120°). Über dem ungefähr 8 m mächtigen und sehr dichten Kalkstein, lagern Reste der Anhydrit-Folge. Unter dem Hangschutt am Böschungsfuß verbergen sich die ebenfalls überkippt lagernden Gervilleien- bzw. Discites-Schichten. | Rastenberg  | Lage |
| SÖM_1726 |                | Aufschluss in der Wellenkalk- und Anhydrit-Folge bei Schafau                     | mergelige und Mergelkalksteine (Mikrite), kristalline Bankkalksteine (Sparite), Südböschung: Unterer Dolomit und Untere Wechsellagerung (Mittlerer Muschelkalk)       | Muschelkalk             | Kalksteintagebau. Kesselbruch. Ca. 0,5 km von Schafau. Tektonisch gestörte Lagerung der Wellenkalk- und Anhydrit-Folge im Bereich der Finne-Störung. Mergelige und Mergelkalksteine sowie kristalline Bankkalksteine sind in steiler bis schwach überkippter und mächtigkeitsreduzierender Lagerung zu sehen. An der Südböschung stehen Unterer Dolomit und Untere Wechsellagerung (mittlerer Muschelkalk) an. Steilstehende Wellenkalkpakete zeigen in der Vertikalen sigmoidale Schichtverbiegungen. Die gelbbraunen Bankkalke gehören zur Terebratel- bzw. Oolithzone. | Rastenberg  | Lage |
| SÖM_1762 |                | Aufschluss in der Wellenkalk-Folge am Karenberg bei Bachra                       | Wellenkalk | Unterer Muschelkalk     | Ca. 1 km NO von Bachra. Ehemaliger Steinbruch. Die Gesteinsschichten befinden sich stratigraphisch im Abschnitt der Wellenkalk-Folge, deren Schichten durch den Einfluss der Finne-Störung steilgestellt bis überkippt vorliegen. Weiterhin sind eine Vielzahl an tektonischen Kleinformen zu erkennen, die aber Aufgrund des hohen Verwitterungsgrades nicht mehr deutlich zu erkennen sind. | Rastenberg  | Lage |
| SÖM_1764 |                | Aufschluss in der Wellenkalk-Folge nordwestlich der Rosenmühle (Kreuzberg)       | Wellenkalk | Unterer Wellenkalk      | Ca. 1,1 km NNE von Bachra, an der NE-Flanke des Kreuzberges. Überkippt lagernde Schichten des Unteren Wellenkalk. | Rastenberg  | Lage |
| SÖM_1768 |                | Aufschlüsse in der Wellenkalk-Folge nordwestlich von Rastenberg                  | Kalkstein | Oberer Muschelkalk      | Ca. 1,4 km nordwestlich von Rastenberg. Im Westteil des Forstreviers „Streitholz“. Steinbruch erschloss den Trochitenkalk als Basisglied des Oberen Muschelkalkes. Starke Südwest-Aufschiebung von Mittlerem Buntsandstein auf den Hauptmuschelkalk. Dadurch fehlt der Wellenkalk-Ausstrich und der Trochitenkalk-Austrich liegt doppelt vor. | Rastenberg  | Lage |
| SÖM_295  |                | Ehemaliger Muschelkalksteinbruch Bachra, An der Rosenmühle                       | Kalkstein | Trias                   | Am nordwestlichen Unterhang des Karenberges nahe der Rosenmühle, ca. 1 km nordöstlich von Bachra befindet sich ein ehemaliger Muschelkalksteinbruch. Dieser wurde 1871 zur geringfügigen Gewinnung von Werksteinen angelegt und bis 1960 erhalten. Der stark bewachsene Aufschluss zeigt durch die Finne-Störung steilgestellte Schichten der Wellenkalk-Folge, mit internen Biegefalten und tektonischen Kleinstrukturen. | Rastenberg  | Lage |
| SÖM_1722 |                | Aufschluss im Unteren Keuper bei Sömmerda-Rohrborn                               | Tonstein, Schluff- und Sandstein, Mergelsteine, Dolomite | Unterer Keuper          | Tagebaurestloch des ehem. Dachziegelwerkes Sömmerda. 0,5 km nordöstlich von Rohrborn. Der Lagerstättenkörper ist von einer Störungszone geprägt. Die Falte ist an einer herausgewitterten „Dolomitbank“ zu erkennen. An der Tagebaurestsohle ist Dolomit zu sehen. Die Klüftung ist tektonisch bedingt. Feinschichtige-dünnbankige Abfolge von Ton- und Mergelschichten mit eingeschaltenen Dolomitlagen. Diese zählen zu den „Lichten Mergeln“. | Sömmerda    | Lage |

### Sedimentstrukturen
| ID       | Bild | Bezeichnung                                                                  | Art                                                                                                   | Stratigraphie                           | Beschreibung | Gemeinde    | Lage |
| -------- | ---- | ---------------------------------------------------------------------------- | --- | --------------------------------------- | --- | ----------- | ---- |
| SÖM_1691 |      | Schilfsandstein bei Elxleben                                                 | mürber, toniger Feinsandstein bis Schluff-/Tonstein                                                   | Schilfsandstein (Stuttgart-Formation)   | Tagebaurestloch am Geiersberg. 1,8 km SW Elxleben. 25–50 m mächtige Schichtenfolge des Schilfsandsteins. Abfolge besteht aus einem 10–25 m mächtigem unteren grauen Teil und einem 8–35 m mächtigem oberen rotbraunen, bunt marmoriertem Teil. Böschungsoberkante zeigt Wechselfolge aus rötlichen Sand- bis Schluffsteinen und grünlichen karbonatarmen Tonsteinen. Schilfsandstein ist am Zugang der Schießsportanlage in einer 8–10 m hohen Endböschung zu sehen. Ausgeprägte tektonische Klüftung schräg zur Schichtung, auf die Wirkung der „Erfurter Störungszone“ zurückzuführen. | Elxleben    | Lage |
| SÖM_1745 |      | Aufschluss im Schilfsandstein bei Kannawurf                                  | Feinkörniger, z. T. schluffiger Sandstein. Wechsel zw. roten und hellen Sandsteinen.                  | Mittlerer Keuper                        | Ca. 1,3 km nördlich von Kannawurf. An den Böschungen: Übergang vom 10–25 m mächtigen, unteren graugrünen Schilfsandstein zum 8–35 m mächtigen, oberen rotbraunen Schilfsandstein zu erkennen. „Rinnenfazies“ zu erkennen. Rotbraune bzw. graugrüne Diagonal- und Kreuzschichtungen fallen wechselnd ein, stoßen so unter einem spitzen Winkel aufeinander. Im Gesteinskörper sind tektonische Klüfte zu sehen (Trennfugen mit kleinsten Verwerfungsbeträgen). | Kindelbrück | Lage |
| SÖM_1757 |      | Aufschluss im Schilfsandstein und im Altpleistozän bei Großmonra             | Grüngraue oder rötlichbraune, nur schwach verfestigte, glimmerführende Feinsandsteine bis Siltsteine. | Schilfsandstein (Stuttgart-Formation)   | Ca. 1,5 km WNW von Großmonra an der Südostflanke des Moorberges. Moorberg stellt eine flache Schichtrippe dar. In der Sandgrube stehen die Schichten des Schilfsandsteines in „Rinnenfazies“ an. 20–50 m mächtiger Schilfsandstein ist im Böschungsprofil farblich in einen grauen unteren und in einen rötlichen oberen Teil gegliedert. Im rötlichbraunen Bereich treten blaugraue Schmitzen auf (Nachzeichnung der Leeblätter mit Hämatit). Schilfsandstein wird von 5–6 m mächtigen quartären Sedimenten überlagert. Oberhalb des ca. 2–3 m mächtigen Terrassenkörpers steht ein 1,5 m mächtiger Warventon an. Diese Warven (mm bis 1,5 cm) bestehen an ihrer Basis aus Karbonat-Silt (weiße Färbung) und im oberen Teil aus siltigen Tonen (dunkle Färbung). Warventone von 2–3 m mächtigen und stark steinigen Kiessanden überlagert. An der östlichen Aufschlussflanke steht ein mächtiger Löss an. | Kölleda     | Lage |
| SÖM_1699 |      | Unterer Gipskeuper bei Straußfurt                                            | Mürbe, grünliche Mergel. Hangabwärts lösen rotfarbene Mergel diese ab.                                | Grabfeld-Formation (Unterer Gipskeuper) | Böschung der ehem. Seitenentnahmestelle für den Bau des rückwertigen Dammes RHB Straußfurt sowie Hanganschnitt am ehem. Gut Stödten. 2,5 km SW von Straußfurt. Schichtenfolge des Unteren Gipskeupers. 37–48 m mächtiger Unterer Gipsmergel mit Grundgips aufgeschlossen. Gleichmäßige Schichtung an einigen Stellen noch zu sehen. Mürbe und grünlichgraue Mergel, die hangabwärts von rotfarbenen Mergeln abgelöst werden. Entlang des Hangfußes treten auf einer Strecke von ca. 2 km sulfatische Einlagerungen (Grundgips) zutage. 12 m mächtige dünnbankig-plattige Gipssteine. | Schwerstedt | Lage |
| SÖM_293  |      | Ehemaliger Keupersteinbruch (Gips) bei Sömmerda (Keuperwand a. d. Sammthale) | bunte Wechsellagerung von roten und grünlichen Schiefertonen und Gips (nach WAGENBRETH)               | Trias                                   | Unmittelbar auf der nördlichen Straßenseite der L 1054 Sömmerda-Weißensee am Anstieg zur „Michelshöhe“ liegt der ehemalige Keupersteinbruch. Hier sind die Schichten der unteren Teils des Mittleren Keupers (Gipskeuper) in flacher Lagerung aufgeschlossen. Diese zeigen eine bunte Wechsellagerung von roten und grünlichen Schiefertonen und Gipsen. Aufgrund der natürlichen Wiederbewaldung sind die Aufschlussverhältnisse eher ungünstig. Ähnliche Aufschlüsse bieten die Geotope bei Tunzenhausen. | Sömmerda    | Lage |
| SÖM_1696 |      | Unterer Gipskeuper bei Udestedt                                              | graue, rotfarbene Mergel                                                                              | Grabfeld-Formation (Unterer Gipskeuper) | Böschung an der A 71 am Nordwesthang des Wenigen-Berges, ca. 2 km WNW von Udestedt. A 71 schneidet stellenweise die flachen Keuperhügelschwellen südlich von Erfurt. Schichtenfolge aus grauem und rotfarbenen dolomitischen bzw. kalkigen Tonsteinen (Mergel). Aufschluss repräsentiert einen Abschnitt in den „Mittleren Gipsmergeln“. | Udestedt    | Lage |

### Fluviatile und gravitative Abtragungs- und Ablagerungsformen
| ID       | Bild | Bezeichnung                                                                | Art | Stratigraphie                                        | Beschreibung | Gemeinde        | Lage |
| -------- | ---- | -------------------------------------------------------------------------- | --- | ---------------------------------------------------- | --- | --------------- | ---- |
| SÖM_1694 |      | Aufschluss der pleistozänen Mittelterrassenschotter bei Alperstedt         | Gerölle: rhyolithische Gesteine (70 %), Kalk- und Dolomitsteine (24 %), Sandsteinen (4 %)                                                           | saalezeitliche Mittelterrassenschotter, ungegliedert | Gelegen 0,8 km SW von Alperstedt. Grundwasserspiegel 1–2 m befindet sich unterhalb der Lagerstättenoberkante. Dadurch wird 2–3 m mächtige Lößkörper im Trockenschnitt abgetragen. Die 8–16 m mächtige Kiessande wurden durch Ur-Gera während der Saalekaltzeit abgelagert. Die fluviatile Ablagerungen repräsentieren die Haupt(mittel)terrassenschotter bzw. Unteren Mittelterrassenschotter. Kiese bestehen aus Rhyolithen, Kalk- und Dolomitsteine, Sandsteinen aus den Einzugsgebieten der saalekaltzeitlichen Gerazuflüsse. | Alperstedt      | Lage |
| SÖM_1693 |      | Aufschluss der pleistozänen Niederterrassenschotter bei Elxleben           | Kiessande bestehen aus (Thüringerwald-Material) Rhyolithen, Muschelkalk und seltener aus Bundsandsteigeröllen.                                      | Weichsel-Kaltzeit                                    | Schotterfeld der weichselkaltzeitlichen Niederterrasse, im Holozän teilweise erodiert. Fluviatile Ablagerungen. Niederterrasse 10–12 m Mächtigkeit, liegt diskordant auf älterem Untergrund (östlich Elxleben auf Unterem Gipskeuper). Kiessande aus Thüringer Wald Material (Rhyolith, Muschelkalk, Buntsandsteingerölle). Von unten nach oben Korngrößenverfeinerung. Schotterakkumulation klang im trockenen Weichselhochglazial aus. 0,5–0,8 m mächtiger Auelehm bildet hangenden Abschluss.                                 | Elxleben        | Lage |
| SÖM_1752 |      | Aufschluss der pleistozänen Mittelterrassenschotter bei Kannawurf          | Kiese und Sande aus Muschelkalkmaterial. | saalezeitliche Mittelterrassenschotter, ungegliedert | 1,5 km westlich von Kannawurf. Unmittelbar an der B 86. Pleistozäne Mittelterrasse mit 8–10 m Mächtigkeit unter mehreren Metern Lehmbedeckung. Schotter werden von jüngerem Löss überlagert. Kiese und Sande enthalten nordisches Material. Die saalekaltzeitlichen Lockergesteine liegen mit ihrer Basis ca. 7 m oberhalb der heutigen Wipperaue. Grobe Körnung besteht mengenanteilig aus Muschelkalkmaterial. | Kindelbrück     | Lage |
| SÖM_1767 |      | Aufschluss im Mittleren Buntsandstein bei Rothenberga                      | Rotbrauner und fester Sandstein. Sandige und rötlichgraue Tonsteine. Feldspatreiches, stellenweise karbonathaltiges und sandiges Tonzwischenmittel. | Mittlerer Buntsandstein                              | Ca. 0,1 km südlich von Rothenberga. Ehemaliger Steinbruch am Ortsrand von Rothenberga. Sandsteine dienten früher als Werksteine. Aufgeschlossene Sandstein-Folge. Wechsel aus gleichmäßig geschichteten dickbandigen, festen Sandsteinen und dünnplattigen sandigen, geringmächtigen Tonsteinen. Sandige Tonsteinzwischenmittel mit verwitterungsanfälliger, mürber Struktur. | Rastenberg      | Lage |
| SÖM_1695 |      | Aufschluss der pleistozänen Mittelterrassenschotter bei Riethnordhausen    | Lagen grober Gerölle im Wechsel mit Sandlinsen. | Saale-Komplex                                        | 1,5 km NNE von Riethnordhausen. Lagen grober Gerölle wechseln mit Sandlinsen ab. Entlang der Böschung schichtförmige braune bis ockergelbe Verfärbungen, die aus unterschiedlichen holozänen Grundwasserständen resultieren (Ausfällung von Eisenoxidhydrat). Schotterkomplex lagert über grauen bis rötlichen Mergelsteinen des Unteren Gipskörpers. | Riethnordhausen | Lage |
| SÖM_1723 |      | Aufschluss der pleistozänen Niederterrassenschotter bei Sömmerda-Leubingen | Kiessande bestehen überwiegend aus Thüringerwald-Gesteinen, Rhyolithe (Quarzporphyre) dabei dominierend. Sandfraktion besteht vollständig aus SiO2. | Pleistozän                                           | Leubingen und Wenigensömmern. 1,6 km SW von Leubingen bzw. 1 km nördlich von Wenigensömmern. Grundwassererfüllter Schotterzug der weichselkaltzeitlichen Niederterrasse. Schotterterrasse ca. 7–8 m mächtig. Tonige Zwischenmittel im Kieskörper. 0,3–1 m mächtige Decke aus Löss und Auelehm über dem fluviatilen Lockergestein. Unter der Kiesbasis lagern Keuper-Tonsteine aus dem Unteren bzw. Mittleren Keuper. | Sömmerda        | Lage |
| SÖM_1697 |      | Aufschluss der pleistozänen Mittelterrassenschotter bei Henschleben        | Feuersteine und Granite aus elsterkaltzeitlichen Moränenresten                                                                                      | Saale-Komplex                                        | 500 m SSW von Henschleben. Schotterfeld erstreckt sich 20–25 m oberhalb der rezenten Unstrutaue. Primäre Mächtigkeit von ca. 10 m, diese wurde während des nachfolgenden Weichselglazials teilweise erodiert. Hier fluvioglaziale Sedimente: z. B. Feuersteine und Granite aus elsterkaltzeitlichen Moränenresten. | Straußfurt      | Lage |
| SÖM_1698 |      | Aufschluss der pleistozänen Niederterrassenschotter bei Vehra              | Kiessande, welche mit karbonatischem Bindemittel verkittet sind.                                                                                    | Weichsel-Kaltzeit                                    | 500 m südlich von Vehra. Westlich der Straße Haßleben-Vehra. Schotterfeld mit wechselnder Mächtigkeit überlagert die Mittleren bzw. Unteren Keuper Gesteinsserien. An der Westflanke der Lagerstätte verzahnen sich die Kiessande mit Lössablagerungen. Die Akkumulation begann und endete nach Polenuntersuchungen in vergleichbaren limnischen Sedimenten mit dem sog. Weichsel-Pleniglazial (SEIDEL 2003). Kiessande mit karbonatischem Bindemittel verkittet.                                                                | Straußfurt      | Lage |
| SÖM_1738 |      | Aufschluss der Jüngeren Grobschotter bei Nausiß                            | Jüngere Grobschotter. Lockergesteine aus Sanden und Kiesen. Steinig-kiesiger Trockenrasen.                                                          | Untere Hochterrasse                                  | Ca. 0,3 km nördlich von Nausiß. Plateau des Totenhügels. Steinig-kiesiger Trockenrasen. Zu sehen: fluviatile Bildungen eines jüngeren „präglazialen“ Flusses. Sande und Kiese sind kein nordisches Material und liegen im Landschaftsrelief 50–60 m oberhalb der rezenten Talaue der Unstrut. Schüttung der Lockergesteine aus südlicher Richtung. Grobschotter konkordant von Bändertonen des Elstereis-Vorstoßes überlagert (durch Bohrungen nachgewiesen).                                                                    | Weißensee       | Lage |
| SÖM_1754 |      | Aufschluss der pleistözänen Mittelterrassenschotter bei Scherndorf         | Saalekaltzeitliche Kiese und Sande. Weichselkaltzeitlicher Löss.                                                                                    | saalezeitliche Mittelterrassenschotter, ungegliedert | 0,6 km nordwestlich der Ortslage. Saalekaltzeitliche Kiese und Sande überlagern die Gipsmergel des tieferen Mittelkeupers. Terrassenschotter (heimische Gesteine mit nordischem Material vermischt) erstreckt sich im Landschaftsrelief ca. 15–25 m oberhalb der rezenten Flussauen. 4–7 m mächtiger Schotterkörper zeigt sich unter weichselkaltzeitlichem Löss (mit Schwarzerde-Bildungen). | Weißensee       | Lage |
| SÖM_1736 |      | Prallhang des Steingrabens (Lache) bei Ottenhausen                         | Holozäne Lockergesteine. Auesedimente aus Sand, Kies, organische Mudde, Ton. Hellbrauner, feinsandiger bis toniger Auelehm.                         | Holozän                                              | Ca. 0,8 km nördlich von Ottenhausen, an der Grenze zum Kyffhäuserkreis. Das Fließgewässer Steingraben, das in östlicher Fortsetzung „Lache“ heißt gehört zum Helbe-System. Kein begradigter Flusslauf. Prallhang mit fluviatilen Ablagerungen, Auesedimente (Sand, Kies, Ton, organische Mudde) kann sich in holozänen Lockersedimenten periodisch erneuern. Brutplatz des Eisvogels. | Weißensee       | Lage |

### Glaziale und periglaziale Abtragungs- und Ablagerungsformen
| ID       | Bild | Bezeichnung                                                       | Art | Stratigraphie     | Beschreibung | Gemeinde      | Lage |
| -------- | ---- | ----------------------------------------------------------------- | --- | ----------------- | --- | ------------- | ---- |
| SÖM_1777 |      | Findling in Olbersleben                                           | |                   | | Buttstädt     | Lage |
| SÖM_1118 |      | Findlingspyramide in Kleinbrembach                                | ca. 30 Findlinge verschiedener Größe und Gesteinsarten wurden zu einer Pyramide aufgeschichtet                                                                    | Quartär           | Diese ästhetisch reizvolle Ansammlung nordischer Geschiebe des Elster-Glazials aus der Umgebung Kleinbrembachs wurde vermutlich 1913 als „Erinnerungsmal 1813“ errichtet (in Analogie zu zahlreichen Denksteinen und Steinpyramiden 1813–1913 in thüringischen Dörfern, z. B. in Niederzimmern, Olbersleben, Schloßvippach). | Buttstädt     | Lage |
| SÖM_1775 |      | Findling in Haßleben                                              | |                   | | Haßleben      | Lage |
| SÖM_1115 |      | Pyramide aus Findlingen bei Frömmstedt (Angerberg)                | ca. 200 Lesesteine vorwiegend nordeuropäischer Herkunft (Geschiebe) aber auch einheimischer Herkunft (Thür. Wald, Flussgerölle) zu einer Pyramide aufgeschichtet. | Quartär           | Diese um 1920 errichtete Pyramide (Anlass unklar) befindet sich an einem markanten, sehr fernsichtigen Standort südlich der Ortslage Frömmstedt in einem verstrauchten Keuperton-Trockenrasen (mit „Badland“-Strukturen im Unteren Gipskeuper!). Vom standort aus schweift der Blick über den Südabfall der Mittleren und östlichen Hainleite zum Wipper- und Unstrutdurchbruchstal – insofern ist diese Stelle landschaftsmorphologisch und ästhetisch sehr eindrucksvoll. Trotz des Bedenkens hinsichtlich Zerstörung wäre hier das Aufstellen einer Schautafel zur Erläuterung landschaftsgeschichtlicher Gegebenheiten vorteilhaft, einschließlich der Darstellung eiszeitlicher Prozesse. | Kindelbrück   | Lage |
| SÖM_1113 |      | Findling Braunkohlenquarzit in Beichlingen                        | Braunkohlenquarzit, gelblichbraun, dicht | Quartär           | Dieser aus der Beichlinger Feldflur stammende elsterkaltzeitliche Findling wurde öffentlichkeitswirksam im stark frequentierten Bereich Beichlingens aufgestellt (Naherholungszentrum, Parkplatz) und beschildert. Eine modellhafte Darstellung der quartären Inlandvereisung (Schautafel) wäre wegen des publikumswirksamen Standortes anzuraten. | Kölleda       | Lage |
| SÖM_1112 |      | Findling Granit Beichlingen (A)                                   | Granit, rötlich, mittelkörnig | Quartär           | Es handelt sich um einen kleineren Findling, der in der Feldflur östlich Beichlingens ausgepflügt wurde (mdl. Auskunft). Von dieser Größe existieren in Beichlingen, Altbeichlingen, Battgendorf, Großmonra usw. zahlreiche weitere (Prellsteine, Wegeinfassungen). Sie entstammen örtlichen Relikten von (End-)Moränen der Elster-Kaltzeit, z. B. am Moorberg, Gottersberg usw. in der Umgebung und wurden regelmäßig anthropogen verlagert. | Kölleda       | Lage |
| SÖM_1114 |      | Findling Granit in Beichlingen (B)                                | Granit, rötlich, mittelkörnig | Quartär           | Dieser sehr eindrucksvolle Findling ist der größte bekannte erratische Block aus der Landschaft bei Beichlingen. Seine genaue Herkunft ist wahrscheinlich in der Ortschronik bzw. Kirchenchronik nachzulesen, denn er wurde als kulturelles Denkmal aufgestellt. Unmittelbar neben dem Denkmals-Findling liegen weitere Großgeschiebe, teilweise im Strauchwerk verborgen. | Kölleda       | Lage |
| SÖM_1730 |      | Aufschluss im Weichsel-Löß bei Rastenberg                         | Weichsellöss (Staubanteile 60–70 %; hoher Kalkgehalt) | Weichsel-Kaltzeit | Am westlichen Unterhang des Mühlberges. Direkt am Wanderweg Rastenberg-„Finneck“ auf der östlichen Talseite. Löss und Lössderivate aus dem Pleistozän. Lössaufschluss von Kachelofensetzern (?) periodisch freigegraben. Jüngster Weichsellöss mit Staubanteil von 60–70 % und mit einem hohen Kalkgehalt. Alter von 10–14 Tausend Jahren. | Rastenberg    | Lage |
| SÖM_1816 |      | Findlingsgruppe als Handelsware in Bachra                         | |                   | | Rastenberg    | Lage |
| SÖM_1776 |      | Findlingsgruppe in Rastenberg                                     | |                   | | Rastenberg    | Lage |
| SÖM_1772 |      | Findling in Schloßvippach                                         | |                   | | Schloßvippach | Lage |
| SÖM_1771 |      | Findlingspyramide in Schloßvippach                                | |                   | | Schloßvippach | Lage |
| SÖM_1119 |      | Findling Granit in Vogelsberg (auf dem Waidmühlstein)             | Granit, grau, vergneist | Quartär           | Der öffentlichkeitswirksam auf einem Mühlstein einer ehemaligen Waidmühle abgelegte Granitblock aus der Feldflur Vogelsberg ist einer der größten eiszeitlichen Findlinge des zentralen Thüringer Beckens. Während der Elster-Kaltzeit vor ca. 350 000 Jahren erreichte das Skandinavische Inlandeis in Mitteleuropa seine größte Ausdehnung. Ein zungenförmiger Ausläufer des Eisschildes bedeckte damals zwischen Kyffhäuser und Erfurt sogar das zentrale Thüringer Becken, er endete im Westen bei Mühlhausen. Die vom Eis transportierten und z. T. aus Skandinavien stammenden Gesteinsbruchstücke blieben nach dem Abschmelzen des Eises zurück. Größere gletschertransportierte Steine werden als „erratische Blöcke“ oder volkstümlich auch als „Findlinge“ bezeichnet. Sie sind eindrucksvolle Zeugen der extremen quartären Klimaschwankungen, denen sich der Mensch in seiner Geschichte wiederholt anpassen musste. | Vogelsberg    | Lage |
| SÖM_1773 |      | Findling in Walschleben (Marktplatz)                              | |                   | | Walschleben   | Lage |
| SÖM_1774 |      | Findlinge in Walschleben (Fronplatz)                              | |                   | | Walschleben   | Lage |
| SÖM_1117 |      | Findling Braunkohlenquarzit bei Herrnschwende/Nausiß (Katzenberg) | Braunkohlenquarzit, gelbgrau, dicht | Quartär           | Dieser Findling wurde auf dem Top des bis 1950 unbewaldeten Katzenberges aufgestellt (Anlass unbekannt). Er stammt vermutlich aus der benachbarten Feldflur (Pfingstberg), wo zahlreiche kleinste Geschiebe des Elster-Glazials auch gegenwärtig noch anzutreffen sind. | Weißensee     | Lage |
| SÖM_1116 |      | Findling Granit bei Herrnschwende/Nausiß (Katzenberg)             | Granit, rötlichgrau, mittelkörnig | Quartär           | Herkunft des Findlings vermutlich vom Gipskeuper-Hügelzug nördlich Nausiß, als „störendes Element“ beim Ackern am Feldweg „abgelegt“. | Weißensee     | Lage |

### Windbedingte Abtragungs- und Ablagerungsformen
| ID       | Bild | Bezeichnung                             | Art                                                                            | Stratigraphie     | Beschreibung | Gemeinde    | Lage |
| -------- | ---- | --------------------------------------- | ------------------------------------------------------------------------------ | ----------------- | --- | ----------- | ---- |
| SÖM_1756 |      | Aufschluss im Weichsel-Löß bei Riethgen | Ockergelber, ungeschichteter Lösskörper. Teilweise aus feinsandigem Staubsand. | Weichsel-Kaltzeit | 0,3 km westlich von Riethgen, am Wirtschaftsweg Riethgen-Thomas Müntzer Siedlung. Ostexponierter Steilhang. 6–8 m mächtiger Lösskörper. Dieses ockergelbe, ungeschichtete Lockergestein entstand äolisch. Teilweise besteht dieser Löss aus feinsandigem Staubsand. Aufschluss verbirgt sich hinter einem Gehölzgürtel. Durch Erdbienen, Grabbienen usw. angelegte Löcher zu sehen. | Kindelbrück | Lage |

### Lösungsbedingte Abtragungs- und Ablagerungsformen
| ID       | Bild | Bezeichnung                                                                   | Art                                            | Stratigraphie     | Beschreibung | Gemeinde | Lage |
| -------- | ---- | ----------------------------------------------------------------------------- | ---------------------------------------------- | ----------------- | --- | -------- | ---- |
| SÖM_1692 |      | Heldburgergips bei Elxleben, Bestandteil des Flächennaturdenkmals "Steinberg" | massiger, grobkristalliner Gipsstein           | Oberer Gipskeuper | Restlochgelände ehemaliger Gipssteingewinnung. 1,6 km westlich von Elxleben. Mehrere m massiger, grobkristalliner und wenig mit Tonmergeln verunreinigter Gipsstein aufgeschlossen. Im Bereich Elxleben wurde der Heldburggips mit rund 20 m Mächtigkeit erbohrt. Gipslager während Pleistozän durch Grundwassereinfluss stark verkarstet. Karsthohlräume mit eiszeitlichem Höhlenlehm zugeschwemmt (nicht aufgeschlossen). | Elxleben | Lage |
| SÖM_1760 |      | Erdfall an der Bundesstraße B 85 bei Dermsdorf                                | Gips, unter dem Erdfall: Ton- und Mergelsteine | Mittlerer Keuper  | Ca. 1,2 km NO von Dermsdorf, östlich der B 85. Erdfall neben der Bundesstraße, der mit Schicht- bzw. mit Grundwasser gefüllt ist. Wasserstand schwankt niederschlagsbedingt. Zeigt die unterirdischen, jedoch oberflächennahe Auflösungs- bzw. Auslaugungsprozesse im Sulfatgestein des Oberen Gipskeupers. | Kölleda  | Lage |

### Verwitterungsformen
| ID       | Bild | Bezeichnung                                                               | Art                                                           | Stratigraphie                           | Beschreibung | Gemeinde | Lage |
| -------- | ---- | ------------------------------------------------------------------------- | ------------------------------------------------------------- | --------------------------------------- | --- | -------- | ---- |
| SÖM_1720 |      | Aufschlüsse im Unteren Gipskeuper bei Tunzenhausen, Südhang des "Sammtal" | Sulfatgesteine innerhalb grauer bis rötlichen Mergelschichten | Grabfeld-Formation (Unterer Gipskeuper) | 1,8 km nordöstlich von Tunzenhausen, unmittelbar südlich der Landstraße L 1054. Erstreckt sich innerhalb einer flachwelligen Hügelkette (Kahler Berg, Galgen-, Wartenberg). Dieser wird von wenigen Quertälchen gegliedert. Durch Unstrutverlauf im Pleistozän geomorphisch „herauspräpariert“. „Badlands“ in den grauen Mergelsteinen des Unteren Gipskeupers sind durch rezente Erosionskerben geprägt. | Sömmerda | Lage |

### Seen und Moorbildungen
| ID       | Bild | Bezeichnung                                | Art          | Stratigraphie | Beschreibung | Gemeinde | Lage |
| -------- | ---- | ------------------------------------------ | ------------ | ------------- | --- | -------- | ---- |
| SÖM_1769 |      | Altwässer der Unstrut bei Gebesee          |              | Holozän       | Ca. 1,8 km NNE von Gebesee. Unstrut-Altarme. Diese belegen die einstige natürliche Mäandrierung des Flusses vor der Begradigung im 19. Jahrhundert. Die Unstrut hatte sich in den letzten 6–10 Tausend Jahren mehrere Meter in Sand, Kies, Ton und organische Mudde des Thüringer Beckens eingeschnitten. Altarme sind stets Grundwassergefüllt. | Gebesee  | Lage |
| SÖM_1770 |      | Kalkflachmoor "Haßleber Ried" bei Haßleben | Wiesenmergel | Holozän       | Ca. 1 km nördlich von Haßleben, im Naturschutzgebiet „Haßleber Ried“. Grundwassererfüllte Senken vermoorten und kalkreiches (Grund-)Wasser stieg auf und führte zu Kalksedimentation. | Haßleben | Lage |